# Simón Sarlat García
Simón Sarlat García Montero (n. San Francisco de Campeche, Yucatán, Nueva España, Imperio Español, 1800 - San Juan Bautista, Tabasco, México, 24 de diciembre de 1877). Fue un farmacéutico, médico y político mexicano Se unió a un movimiento armado en el estado de Tabasco que lo llevó a ocupar el cargo de  Gobernador por designación presidencial. Se casó con María de Jesús Nova. Su hijo Simón Sarlat Nova sería más tarde once veces gobernador de Tabasco, tres de las cuales fueron por elección Constitucional.
Aunque nació en San Francisco de Campeche, población que en aquel entonces pertenecía a la Provincia de Yucatán, siendo aún joven se trasladó a radicar al estado de Tabasco, en donde ejerció la profesión de médico y farmacéutico, incursionando en la política local.
De ideología santanista, en el año de 1841, Simón Sarlat García, se presentó en la capital de Tabasco, San Juan Bautista junto al teniente coronel Alonso Fernández con una comisión desde Acayucan buscando que los tabasqueños se sumaran a la causa de Antonio López de Santa Anna.

## Gobernador de Tabasco
En 1858 en virtud de que el gobernador del estado Victorio Victorino Dueñas reconocía como Presidente a Benito Juárez, el presidente Félix Zuloaga designó como gobernador del estado al médico Simón Sarlat García. Sin embargo el Congreso del Estado se negó a aceptar dicho nombramiento, argumentando intromisión del Gobierno Central en la política del estado. 
Ante la negativa de las autoridades tabasqueñas de acatar la disposición presidencial, surgió un movimiento armado que encabezó el general Francisco de Velázquez al que se le unió Simón Sarlat García en contra del gobernador Victorio Victorino Dueñas, al que derrocaron el 26 de marzo de ese año, proclamándose el general Velázquez gobernador de Tabasco. 
Sin embargo, tres días después Velázquez sufrió serios problemas de salud mental, por lo que el presidente Félix Zuloaga designó al médico Simón Sarlat García como gobernador y comandante general de Tabasco.
En este período existieron dos gobernadores en el estado: Simón Sarlat apoyado por Félix Zuloaga en la capital del estado San Juan Bautista, y Victorio Victorino Dueñas apoyado por Benito Juárez en Tamulté de las Barrancas.
Sarlat García estuvo poco más de siete meses en el gobierno, tiempo en el cual tuvo que hacer frente a varios alzamientos armados. Finalmente fue derrocado por los liberales Victorio Victorino Dueñas y Lino Merino apoyados por fuerzas chiapanecas, enviadas por instrucciones de Benito Juárez, quienes después de varios meses de guerra, ocupan la capital del estado haciendo capitular al gobernador.
El 16 de junio de 1866 por Decreto del emperador Maximiliano I de México, Simón Sarlat García, recibió el título de Médico Mayor del Cuerpo de Sanidad del Imperio.